# Morningwood
Morningwood (dt.: Morgenlatte) war eine US-amerikanische Rockband aus New York, die 2001 auf einer Geburtstagsparty gegründet wurde, bei Capitol Records unter Vertrag stand und sich 2012 auflöste.

## Geschichte
2005 erreichte Morningwood das Finale des von Yahoo veranstalteten Nachwuchswettbewerbs „Who’s Next“. Ihr Debütalbum Morningwood wurde 2006 auf den Markt gebracht. Produziert wurde es von Gil Norton. Nachdem sie mit Head Automatica auf Tour waren, gingen Morningwood im Jahr 2006 zusammen mit Action Action und The Sounds auf große USA-Tour.
Ihr Lied Nth Degree war in der Vorschau der MTV Movie Awards 2006 zu hören.
Nach einer letzten Tour 2012 löste sich Morningwood auf, Chantal Claret bestreitet eine Solokarriere.

## Diskographie

### Alben
- 2006: Morningwood
- 2009: Diamonds & Studs

### EPs
- 2004: It's Tits (12"-Vinyl-EP)
- 2005: Morningwood
- 2008: Sugarbaby-EP

### Singles
- 2005: New York Girls (CD und 7"-Vinyl)
- 2005: Nth Degree
- 2006: Jetsetter